# Анхель Сукія-Гойкоечеа
А́нхель Сукі́я-Гойко́ечеа (ісп. Ángel Suquía Goicoechea; 2 жовтня 1916—13 липня 2006) — кардинал Католицької церкви. Архієпископ Мадридський (1983—1994) і Компостельський (1973—1983). Народився у Сальдівії, Іспанія. Після закінчення Віторійської семінарії брав участь у Громадянській війні в Іспанії на боці правих сил як солдатський інструктор. Священик Віторійської діоцезії (1940—1966). Випускник Папського Григоріанського університету (1946—1949). Єпископ Альмерійський (1966—1969) і Малазький (1969—1973). Кардинал-священик Церкви Великої Богоматері (з 1985). Голова конференції єпископів Іспанії (1987—1993). Доктор теології, професор Папського Саламанкського університету, член Королівської академії історії (з 1986). Помер у Сан-Себастьяні, Іспанія.

## Біографія
- 2 жовтня 1916: народився у Сальдівії, Іспанія.
- 7 серпня 1940: у віці 23 років прийняв таїнство священства; став священиком Віторійської діоцезії[3].
- 17 травня 1966: у віці 49 років призначений єпископом Альмерійським[3].
- 28 листопада 1969: у віці 53 років призначений єпископом Малазьким[3].
- 13 квітня 1973: у віці 56 років призначений архієпископом Компостельським[3].
- 12 квітня 1983: у віці 66 років призначений архієпископом Мадридським[3].
- 25 травня 1985: у віці 68 років призначений кардиналом-священиком Церкви Богоматері[3].
- 28 липня 1994: у віці 77 років склав повноваження архієпископа Мадридського[3].
- 13 липня 2006: у віці 89 років помер у Сан-Себастьяні, Іспанія[3].